# Jacob Toury
Jacob Toury (geboren als Franz Königsberger 5. Januar 1915 in Beuthen; gestorben 2004 in Tel Aviv) war ein deutsch-israelischer Historiker und Pädagoge.

## Leben
Franz Königsberger war ein Sohn des Holzhändlers Max Königsberger und der Meta Freund. Er machte 1934 das Abitur und wanderte 1935 mit den Werkleuten nach Palästina aus und studierte an der Hebräischen Universität Jerusalem Geschichte, Philologie und Pädagogik. Nach seiner Promotion und Lehrtätigkeit unter anderem am Technion in Haifa schloss er sich der 1956 gegründeten Universität Tel Aviv an und war beim Aufbau des Instituts für deutsche Geschichte beteiligt. Jacob Toury war ein bedeutender Sozialhistoriker im Bereich der deutsch-jüdischen Geschichte.
Toury war verheiratet mit Eva Marianne Aron. Sein Sohn Gideon Toury (1942–2016) war Professor für Literaturtheorie, Komparatistik und Übersetzungstheorie an der Universität Tel Aviv. Im Frühsommer 2005 übergab er dem Simon-Dubnow-Institut (DI) die Privat- und Arbeitsbibliothek seines ein Jahr zuvor verstorbenen Vaters. Für das DI war dies die bislang größte und wertvollste Bücherschenkung, die ihm zuteilgeworden war.

## Schriften (Auswahl)
- Soziale und politische Geschichte der Juden in Deutschland 1847–1871. Zwischen Revolution, Reaktion und Emanzipation. Droste-Verlag, Düsseldorf 1977, ISBN 3-7700-0472-8
- Die Jüdische Presse im Österreichischen Kaiserreich. Ein Beitrag zur Problematik der Akkulturation 1802–1918. Schriften des Leo Baeck Institutes. Bd. 41. Tübingen 1983
- Jüdische Textilunternehmer in Baden-Württemberg 1683–1938. Mohr, Tübingen 1984
- Sozialgeschichte der Juden in Deutschland. Bleicher, Gerlingen 1991
- Deutschlands Stiefkinder. Ausgewählte Aufsätze zur deutschen und deutsch-jüdischen Geschichte. Vorwort Dan Diner. Gerlingen : Bleicher, 1997, ISBN 978-3-89244-544-9 (mit Bibliographie der Schriften)